# Charles Patrick John Coghlan

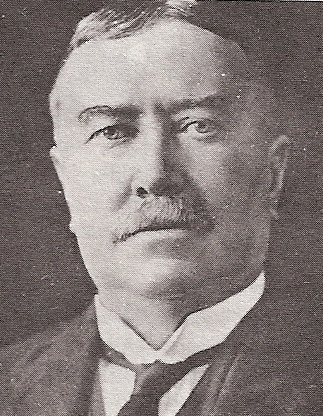
Sir Charles Coghlan

Sir Charles Patrick John Coghlan KCMG Kt (* 24. Juni 1863 in King William’s Town, Kapkolonie; † 28. August 1927 in Salisbury, Rhodesien, heute Harare, Simbabwe) war der erste Premierminister Südrhodesiens. Er übte das Amt vom 1. Oktober 1923 bis zu seinem Tode am 28. August 1927 aus.
Coghlan kam im Jahre 1900 nach Rhodesien und praktizierte in Bulawayo als Rechtsanwalt. Er unterstützte die Erneuerung der Britischen Südafrika-Gesellschaft und arbeitete gegen die Vereinigung mit Nordrhodesien oder der Südafrikanischen Union. Im Jahr 1921 war Coghlan der Führer einer Delegation, die wegen der Bildung einer Regierung nach London entsandt wurde. 1922 wurde Südrhodesien eine selbstverwaltete britische Siedlungskolonie. Eine besondere Ehre wurde Coghlan dadurch zuteil, dass er in der Nähe des Grabes von Cecil Rhodes im Matopo-Gebirge bestattet wurde.
Am 21. November 1910 wurde er zum Knight Bachelor geschlagen und am 1. Januar 1925 zum Knight Commander des Order of St Michael and St George erhoben.